# Borsonella coronadoi
Borsonella coronadoi är en snäckart som först beskrevs av Dall 1908.  Borsonella coronadoi ingår i släktet Borsonella och familjen kägelsnäckor. Inga underarter finns listade i Catalogue of Life.